# Panunzite
La panunzite è un minerale.

## Abito cristallino
La panunzite è stata scoperta dal professor Achille Panunzi dell'Università Federico II  di Napoli sul Monte Somma di Napoli.